# 魯安邦
魯安邦為中國清朝武官官員，本籍。魯安邦於1789年（乾隆54年）以台灣南部營參將身分，奉旨代理福蘭泰，於台灣地區擔任台灣北路協副將。福蘭泰述職完畢後，即卸任。